# Lavard Evans
Lavard Evans (30 marzo 1975) è un ex calciatore britannico originario di Turks e Caicos, di ruolo difensore.

## Carriera

### Club
Ha militato fino al 2002 nel Barefoot.

### Nazionale
Ha giocato la sua unica partita in Nazionale il 21 marzo 2000, disputando l'incontro valido per le qualificazioni ai Mondiali 2002 perso per 6-0 contro Saint Kitts e Nevis.

## Statistiche

### Cronologia presenze e reti in Nazionale
| Cronologia completa delle presenze e delle reti in nazionale ― Turks e Caicos | Cronologia completa delle presenze e delle reti in nazionale ― Turks e Caicos | Cronologia completa delle presenze e delle reti in nazionale ― Turks e Caicos | Cronologia completa delle presenze e delle reti in nazionale ― Turks e Caicos | Cronologia completa delle presenze e delle reti in nazionale ― Turks e Caicos | Cronologia completa delle presenze e delle reti in nazionale ― Turks e Caicos | Cronologia completa delle presenze e delle reti in nazionale ― Turks e Caicos | Cronologia completa delle presenze e delle reti in nazionale ― Turks e Caicos |
| Data                                                                          | Città                                                                         | In casa                                                                       | Risultato                                                                     | Ospiti                                                                        | Competizione                                                                  | Reti                                                                          | Note                                                                          |
| ----------------------------------------------------------------------------- | ----------------------------------------------------------------------------- | ----------------------------------------------------------------------------- | ----------------------------------------------------------------------------- | ----------------------------------------------------------------------------- | ----------------------------------------------------------------------------- | ----------------------------------------------------------------------------- | ----------------------------------------------------------------------------- |
| 21-03-2000                                                                    | Basseterre                                                                    | Turks e Caicos                                                                | 0 – 6                                                                         | Saint Kitts e Nevis                                                           | Qual. Mondiali 2002                                                           | -                                                                             | 77’                                                                           |
| Totale                                                                        |                                                                               | Presenze                                                                      | 1                                                                             |                                                                               | Reti                                                                          | 0                                                                             |                                                                               |